# Сибавейхи
Абу́ Бишр Амр ибн Усма́н аль-Басри́, известный как Сибаве́йхи (перс. سیبویه; около 760 — около 797) — арабский филолог, представитель басрийской языковедческой школы.

## Биография и научная деятельность
Родился около 760 года в Аль-Байде, на территории современного Ирана. В 32-летнем возрасте переехал в Басру, где учился арабскому языку у Халиля ибн Ахмада аль-Фарахиди. Поскольку по происхождению Сибавейхи был персом, то устная арабская речь давалась ему гораздо труднее, чем письменная. Занимался систематизацией арабской грамматики. После смерти Халиля переехал в Багдад, где провёл диспут с представителем Куфийской языковедческой школы — аль-Кисаи. После поражения в диспуте уехал на родину и умер в Ширазе около 797 года.
О Сибавейхи писали многие арабские историки и биографы, в числе которых Ибн Кутайба в своей «Книге сведений по истории», Ибн Халликан в своих «Некрологах знаменитых людей» и другие.

## Вклад в науку
На основе трудов своих предшественников составил первое систематическое изложение грамматики арабского языка с точки зрения человека, для которого он не был родным языком. За свой труд Сибавейхи получил прозвище «Имам грамматиков».

## Труды
- Аль-Китаб